# Matar
Matar (von arabisch سعد المطر, DMG saʿd al-maṭar ‚Glück(sstern) des Regens‘) ist der Name des Sterns η Pegasi (Eta Pegasi), im Sternbild Pegasus. Matar gehört der Spektralklasse G2II-III an und besitzt eine scheinbare Helligkeit von +2,93 mag.
Matar ist ca. 215 Lichtjahre von der Erde entfernt (Hipparcos Datenbank).